# Belang en Recht
Belang en Recht (vollständig: Belang en Recht : orgaan van de Vereeniging tot Verbetering van den Maatschappelijken en den Rechtstoestand der Vrouw in Nederland, van „De Vrouwenbond“ te Groningen en „Thugatêr“ te Amsterdam und ab 1907 Belang en Recht : Orgaan der Vereeniging „Thugatêr“) war eine niederländische feministische Zeitschrift, die zweiwöchentlich (ab 1907 monatlich) erschien.

## Beschreibung
Die Zeitschrift wurde gegründet durch den Groningse Vrouwenbond, die Vereinigung für Lehrerinnen Thugatêr (altgriechisch für Tochter, „θυγατηρ“) und der „Vereeniging tot Verbetering van den Maatschappelijken en den Rechtstoestand der vrouw in Nederland“ (Verein zur Verbesserung der sozialen und rechtlichen Stellung der Frau in den Niederlanden). Die erste Nummer erschien am 15. Oktober 1896. Die Hauptredakteurin war Henriëtte van der Mey, die erste Journalistin der Niederlande. Am 1. Januar 1896 erschien zunächst ein seitenstarkes Heft unter gleichem Namen mit feministischen Themen, bevor man sich im Oktober entschied, dies als Zeitschrift weiterzuführen.

„Wij hebben ons voorgenomen te schrijven over de positie der vrouw op maatschappelijk gebied en over haren rechtstoestand; op de economische zijde der vrouwenkwestie, op haar sociale beteekenis zullen wij het oog gevestigd houden. Deze onderwerpen hangen nauw te samen met ons aller leven ... Eerst dan als het gevoel van solidariteit en rechtvaardigheid jegens elkander als een der voornaamste sociale plichten, van ieder mensch, man of vrouw, is erkend, kunnen betere toestanden aanbreken. Naar onze beste krachten willen wij hieraan medewerken.“

„Wir beabsichtigen, über die Stellung der Frau in der Gesellschaft und ihre rechtliche Situation zu schreiben; wir werden die wirtschaftliche Seite der Frauenfragen und ihre gesellschaftliche Bedeutung im Auge behalten. Diese Themen sind eng mit unser aller Leben verbunden ... Nur wenn der Sinn für Solidarität und Gerechtigkeit untereinander als eine der wichtigsten gesellschaftlichen Aufgaben eines jeden Menschen, ob Mann oder Frau, anerkannt wird, können bessere Bedingungen entstehen. Dazu wollen wir nach besten Kräften beitragen.“

Die Inhalte bewegten sich zwischen politischen Betrachtungen, dem Kampf der Frauen um bessere Arbeitsbedingungen europaweit, Theaterbesprechungen und dem Abdruck von Buchauszügen. Der Preis betrug durchgehend 2,50 Gulden für das Jahresabonnement.
Die Kosten, die die Herausgabe des Blattes mit sich brachte, führte dazu, dass das Komitee seine Mitglieder um Zuschüsse bitten musste. 1906 gab es hierüber ein Zerwürfnis unter den Herausgebern, der zu Mitte Oktober 1906 zur Einstellung des Blattes führte. Die Vereinigung Thugatêr übernahm dann das Blatt im November des gleichen Jahres in Eigenregie und gab ab dem 1. Februar 1907 das Blatt erneut heraus; von da an jedoch nur noch monatlich. Die Leitung der Redaktion lag in den Händen der Feministin Henriëtte (Harry) Goudsmit (1866–1918), die auch Mitbegründerin des herausgebenden Lehrerinnenverbandes Thugatèr war. Nach der Ausgabe vom 1. Mai 1918, welche bereits die Erkrankung der Chefredakteurin erwähnte, erschien keine weitere Ausgabe mehr, was vermutlich mit ihrem Ableben zusammenhängen dürfte.